# Françoise Mbango Etone
Françoir Mbango Etone (sinh ngày 14 tháng 4 năm 1976 tại Yaoundé) là một vận động viên điền kinh gốc Cameroon. Cô đã thi đấu quốc tế cho Pháp từ năm 2010  Khi thi đấu cho đội tuyển Cameroon, Etone là vận động viên giành huy chương vàng Olympic 2 lần trong môn nhảy ba lần tại Thế vận hội Olympic 2004 ở Athens, Hy Lạp và Thế vận hội Olympic 2008 ở Bắc Kinh, Trung Quốc. Cô hiện đang giữ kỷ lục Olympic về nhảy ba lần mà cô đã thiết lập với khoảng cách 15,39 m tại Thế vận hội Bắc Kinh năm 2008. 15,39m là lần nhảy ba lần dài thứ hai của phụ nữ trong lịch sử trong mọi điều kiện, chỉ được cải thiện nhờ kỷ lục thế giới của Inessa Kravets 13 năm trước. Chỉ có 25 phụ nữ đã nhảy 15 mét, Etone đã nhảy xa hơn 15 mét 7 trong số 11 lần thử cuối cùng của cô trong trận chung kết Olympic.
Cô cũng là một vận động viên nhảy dài tài năng, đứng thứ hai tại Giải vô địch châu Phi năm 1999 (6.55   m). Cô là vận động viên đầu tiên đại diện cho Cameroon giành huy chương tại Giải vô địch thế giới, Thế vận hội chung và Thế vận hội Olympic. Cô là người giữ học bổng với chương trình Đoàn kết Olympic từ tháng 11/2002.
Trong năm học 2005-06, cô sống ở thành phố New York bằng học bổng để theo học trường đại học St. John's ở Queens, New York. Học bổng này đã được thực hiện thông qua sự hợp tác của công ty điện lực AES Sonel của Mỹ cùng với Đại sứ Hoa Kỳ tại Cameroon, Niels Marquest. Cô chọn Đại học St. John's để học (cùng với em gái của mình, Berthe) vì sự hỗ trợ của các chương trình văn hóa ở trường.

## Thành tích giải đấu
| Năm                   | Giải đấu                   | Địa điểm                   | Thứ hạng              | Nội dung              | Chú thích             |
| Representing Cameroon | Representing Cameroon      | Representing Cameroon      | Representing Cameroon | Representing Cameroon | Representing Cameroon |
| --------------------- | -------------------------- | -------------------------- | --------------------- | --------------------- | --------------------- |
| 1996                  | African Championships      | Yaoundé, Cameroon          | 3rd                   | Triple jump           | 12.51 m               |
| 1998                  | African Championships      | Dakar, Senegal             | 2nd                   | Triple jump           | 13.80 m               |
| 1998                  | Commonwealth Games         | Kuala Lumpur, Malaysia     | 10th                  | Long jump             | 6.11 m                |
| 1998                  | Commonwealth Games         | Kuala Lumpur, Malaysia     | 2nd                   | Triple jump           | 13.95 m               |
| 1999                  | World Championships        | Seville, Spain             | 13th (q)              | Triple jump           | 14.12 m               |
| 1999                  | All-Africa Games           | Johannesburg, South Africa | 2nd                   | Long jump             | 6.55 m                |
| 1999                  | All-Africa Games           | Johannesburg, South Africa | 1st                   | Triple jump           | 14.70 m               |
| 2000                  | African Championships      | Algiers, Algeria           | 1st                   | Triple jump           | 13.87 m               |
| 2000                  | Olympic Games              | Sydney                     | 24th (h)              | 4 × 100 m relay       | 45.82                 |
| 2000                  | Olympic Games              | Sydney                     | 10th                  | Triple jump           | 13.53 m               |
| 2001                  | Jeux de la Francophonie    | Ottawa, Canada             | 2nd                   | Long jump             | 6.37 m                |
| 2001                  | Jeux de la Francophonie    | Ottawa, Canada             | 2nd                   | Triple jump           | 14.56 m               |
| 2001                  | World Championships        | Edmonton, Canada           | 2nd                   | Triple jump           | 14.60 m               |
| 2002                  | Commonwealth Games         | Manchester, United Kingdom | 2nd                   | Triple jump           | 14.82 m               |
| 2002                  | African Championships      | Radès, Tunisia             | 1st                   | Long jump             | 6.68 m (w)            |
| 2002                  | African Championships      | Radès, Tunisia             | 1st                   | Triple jump           | 14.95 m               |
| 2003                  | World Indoor Championships | Birmingham, United Kingdom | 2nd                   | Triple jump           | 14.88 m               |
| 2003                  | World Championships        | Paris, France              | 2nd                   | Triple jump           | 15.05 m               |
| 2004                  | World Indoor Championships | Budapest, Hungary          | 6th                   | Triple jump           | 14.62 m               |
| 2004                  | Olympic Games              | Athens, Greece             | 1st                   | Triple jump           | 15.30 m               |
| 2008                  | African Championships      | Addis Ababa, Ethiopia      | 1st                   | Triple jump           | 14.76 m               |
| 2008                  | Olympic Games              | Beijing, China             | 1st                   | Triple jump           | 15.39 m               |
| Representing Pháp     |                            |                            |                       |                       |                       |
| 2012                  | European Championships     | Helsinki, Finland          | 8th                   | Triple jump           | 14.19 m               |